# Gmina Włodowice
Die Gmina Włodowice ist eine Stadt-und-Land-Gemeinde im Powiat Zawierciański der Woiwodschaft Schlesien in Polen. Ihr Sitz ist die gleichnamige Stadt mit etwa 1250 Einwohnern.

## Geographie

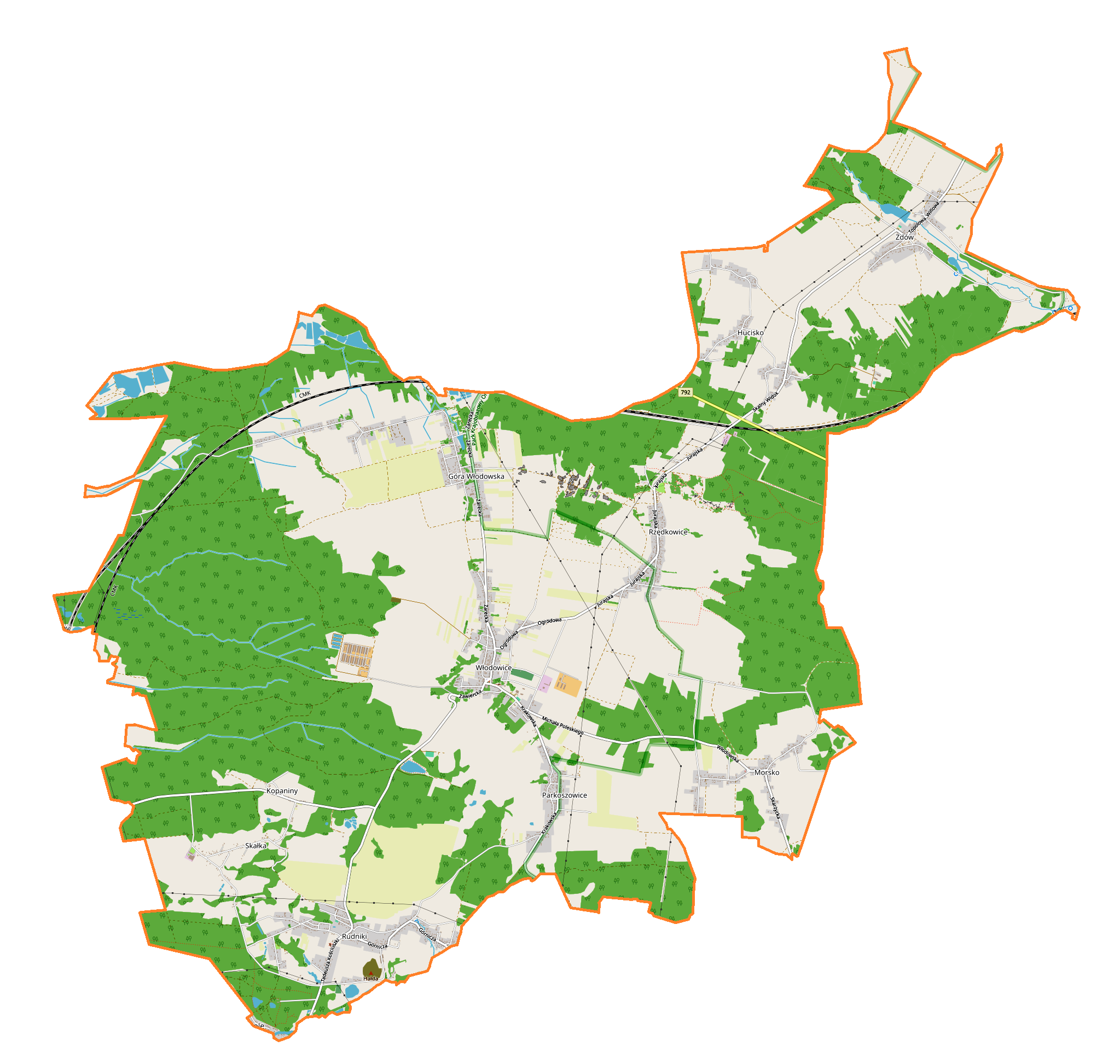
Karte der Gemeinde

Die Gemeinde liegt im Nordosten der Woiwodschaft und grenzt im Süden an die Kreisstadt Zawiercie. Katowice (Kattowitz) liegt etwa 40 Kilometer südwestlich.
Die Landgemeinde hat eine Fläche von 76,3 km² von der 57 Prozent land- und 32 Prozent forstwirtschaftlich genutzt werden. Sie liegt im Gebirgszug Krakau-Tschenstochauer Jura. In der Gemeinde entspringt die 16 Kilometer lange Białka, ein Nebenflüsschen der Krztynia.

## Geschichte
Die Gemeinde wurde 1973 wieder gegründet, nachdem sie von 1954 bis 1972 in Gromadas aufgeteilt wurde. Ihr Gebiet gehörte seit 1919 zur Woiwodschaft Kielce, von 1945 bis 1950 zur Woiwodschaft Schlesien und seit 1950 zur Woiwodschaft Katowice (1953–1956 Woiwodschaft Stalinogrodzkie), wobei sich deren Zuschnitt mehrmals änderte. Von 1975 bis 1998 kam die Gemeinde an die Woiwodschaft Częstochowa, der Powiat wurde in dieser zeit aufgelöst. Zum 1. Januar 1999 wurde die Woiwodschaft Schlesien neu gebildet und die Gemeinde kam wieder zum Powiat Zawierciański.
um 1. Januar 2022 erhielt Włodowice sein Stadtrecht wieder, damit wurde die Gemeinde von einer Landgemeinde zu einer Stadt-und-Land-Gemeinde.

## Partnergemeinden
- Lamerdingen in Bayern, Deutschland
- Oravsky Podzarnok in der Slowakei[3]

## Gliederung
Zur Stadt-und-Land-Gemeinde (gmina miejsko-wiejska) Włodowice gehören zehn Dörfer bzw. Ortschaften mit zehn Schulzenämtern (sołectwa):
Góra Włodowska (Dorf)
Góra Włodowska (Kolonie)
Hucisko
Morsko
Parkoszowice
Rudniki
Rzędkowice
Skałka-Kopaniny
Włodowice
Zdów
Weitere Orte und Weiler sind Parkoszowice-Kolonia und Borowe Pole.

## Tourismus
Dank ihrer Lage bietet die Gemeinde Gelegenheiten zum Kletter- und Wassersport.

## Persönlichkeit
- Stanisław Nowak (1935–2021), Erzbischof, Ehrenbürger seit 2012.[3]